# Doogie White
Douglas "Doogie" White, född 7 mars 1960 i Motherwell, är en skotsk rocksångare, som har sjungit med bland andra Sack Trick, Midnight Blue, Praying Mantis och Rainbow. 1993 då Iron Maiden sökte en ny sångare så stod Doogie och Blaze Bayley kvar som sista ansökande. Dessa två fick öva med bandet, och totalt så övade de in 22 låtar var med de två sångarna. Doogie har sagt att fem av dessa låtar finnas inspelade med hans röst. Iron Maiden valde till slut Blaze Bayley då de ansåg att hans röst passade deras musik bättre.

## Band
Band Doogie White har varit eller är medlem av.
- La Paz (1984–1988, 2009– )
- Midnight Blue (1994)
- Ritchie Blackmore's Rainbow (1994–1997)
- Chain (1997)
- Cornerstone (2000–2007)
- Yngwie Malmsteen's Rising Force (2002–2007)
- Liesegang / White (2005)
- The Company of Snakes (2005)
- Empire (2007)
- Solo (2008– )
- Tank (2008–2014)
- Rata Blanca (2009–2010)
- Demon's Eye (2011–2015)
- Michael Schenker's Temple of Rock (2011–2016)
- WAMI (2014)
- Michael Schenker Fest (2018– )
- Alcatrazz (2020– )